# Благость (рассказ)
«Благость» — рассказ Владимира Набокова, относящийся к русскому периоду его творчества. Был написан и опубликован (под псевдонимом В. Сирин) в 1924 году, вошёл в состав сборника «Возвращение Чорба» (1929).

## Сюжет и история текста
Повествование в «Благости» ведётся от первого лица. Главный герой — скульптор, который рассказывает, как ждал возлюбленную в условленном месте встречи и наблюдал при этом за старушкой, продававшей открытки. По его словам, он «почувствовал нежность мира, глубокую благость» всего, что его окружало, и понял, что ему больше нечего ждать.
«Благость» была написана в марте 1924 года. Она должна была стать частью романа «Счастье», оставшегося ненаписанным, и увидела свет как отдельный рассказ в русской эмигрантской газете «Руль», выходившей в Берлине, 27 апреля того же года. В 1929 году автор включил «Благость» в сборник «Возвращение Чорба». Впоследствии Набоков перевёл рассказ на английский язык под названием Grace.
Биограф Набокова Брайан Бойд охарактеризовал «Благость» как «великолепный рассказ», в котором «точно найденные детали и безрадостная ситуация, в которой находится герой, придают достоверность вспышке лирического прозрения».